# Kent (grevskap)
Kent är ett engelskt grevskap, både historiskt, ceremoniellt och administrativt. Det ceremoniella grevskapet har omkring 1 900 000 invånare. Det ligger i Storbritanniens sydöstra hörn. Bland de större städerna finns Canterbury, Rochester, Chatham, Sevenoaks, Royal Tunbridge Wells, Margate, Dover och Folkestone. Den administrativa huvudorten är Maidstone.
Namnet Kent kommer av den keltiska folkstammen kantier som befolkade området i början av vår tideräkning. Tidigt hade de ett ekonomiskt och kulturellt centrum i staden som kom att kallas Canterbury. Vortigern, en namnkunnig härskare, skall ha tagit hjälp av krigarhövdingar från nuvarande Tyskland (bröderna Hengist och Horsa) mot anfallande pikter från norr. Bröderna antas senare ha krävt allt större makt och tagit över stor del av Canterbury. På 400- till 600-talet e.Kr. koloniserades Kent av angler och jutar från Danmark.

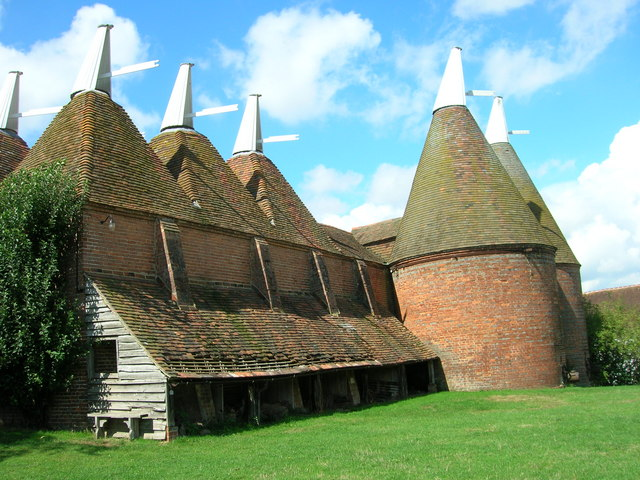
Ett karaktäristiskt inslag på vissa håll i Kent är de tornformade torkhusen för humle ("oasthouses" på engelska) som används i samband med öltillverkning.

## Administrativ indelning
Det administrativa grevskapet Kent omfattar hela det ceremoniella grevskapet Kent med undantag för det område som administreras av enhetskommunen Medway. Det är indelat i tolv distrikt.
| Nr | Distrikt / Enhetskommun | Administrativt grevskap | Distrikt i det ceremoniella grevskapet Kent                      |
| -- | ----------------------- | ----------------------- | ---------------------------------------------------------------- |
| 1  | Sevenoaks               | Kent                    | Rött: Administrativa grevskapet Kent Gult: Enhetskommunen Medway |
| 2  | Dartford                | Kent                    | Rött: Administrativa grevskapet Kent Gult: Enhetskommunen Medway |
| 3  | Gravesham               | Kent                    | Rött: Administrativa grevskapet Kent Gult: Enhetskommunen Medway |
| 4  | Tonbridge and Malling   | Kent                    | Rött: Administrativa grevskapet Kent Gult: Enhetskommunen Medway |
| 5  | Medway                  | Medway                  | Rött: Administrativa grevskapet Kent Gult: Enhetskommunen Medway |
| 6  | Maidstone               | Kent                    | Rött: Administrativa grevskapet Kent Gult: Enhetskommunen Medway |
| 7  | Tunbridge Wells         | Kent                    | Rött: Administrativa grevskapet Kent Gult: Enhetskommunen Medway |
| 8  | Swale                   | Kent                    | Rött: Administrativa grevskapet Kent Gult: Enhetskommunen Medway |
| 9  | Ashford                 | Kent                    | Rött: Administrativa grevskapet Kent Gult: Enhetskommunen Medway |
| 10 | Canterbury              | Kent                    | Rött: Administrativa grevskapet Kent Gult: Enhetskommunen Medway |
| 11 | Folkestone and Hythe    | Kent                    | Rött: Administrativa grevskapet Kent Gult: Enhetskommunen Medway |
| 12 | Thanet                  | Kent                    | Rött: Administrativa grevskapet Kent Gult: Enhetskommunen Medway |
| 13 | Dover                   | Kent                    | Rött: Administrativa grevskapet Kent Gult: Enhetskommunen Medway |